# بوچاگانج
بوچاگانج (به لاتین: Bochaganj) یک منطقهٔ مسکونی در بنگلادش است که در ناحیه دیناج‌پور واقع شده‌است. بوچاگانج ۲۲۴٫۸۱ کیلومتر مربع مساحت و ۱۳۵٬۳۷۶ نفر جمعیت دارد.